# 平近點角
平近點角（Mean Anomaly）在軌道力學中是軌道上的物體在輔助圓上相對於中心點的運行角度，在測量上不同於其他的近點角，平近點角與時間的關係是線性的。因為與時間是線性的關係，因此要計算在軌道上兩點之間移動所需的時間是非常容易的。計算兩點之間的平近點角就能得知其間的不同，只要知道，兩點之間的移動時間相對於整個軌道{\displaystyle 2\pi }的週期是一個簡單的比例式（也就是{\displaystyle {\frac {M_{2}-M_{1}}{2\pi }}={\frac {t}{T}}}）。
此處平近點角的測量是以近拱點為0，以弳度量來測量的，而每經過近拱點一次度量的值就增加{\displaystyle 2\pi }。在下圖中，在環繞s的軌道上，{\displaystyle p}點的平近點角是{\displaystyle M}（角{\displaystyle \angle zcy}）。
點y被定義是在圓上的扇形區域z-c-y的面積與橢圓上的扇形區域z-s-p面積比，等同於橢圓半長軸與半短軸的比。或是，換言之，圓的扇形面積z-c-y與x-s-z的區域面積相等。

## 計算
在天文學，平近點角 {\displaystyle M\,\!}可以由下面的計算導出：
{\displaystyle M=M_{0}+n(t-t_{0})\,\!}
此處：
- {\displaystyle M_{0}\,\!}是在時間{\displaystyle t_{0}\,\!}時的平近點角，
- {\displaystyle t_{0}\,\!}是開始的時間，
- {\displaystyle t\,\!}是經過的時間，而
- {\displaystyle n\,\!}是平均運動。

另一種形式為：
{\displaystyle M=E-e\cdot \sin E\,\!}
此處：
- {\displaystyle E\,\!}是軌道的偏近點角，
- {\displaystyle e\,\!}是軌道的離心率。